# Austrochaperina derongo
Austrochaperina derongo là một loài ếch trong họ Nhái bầu.
Nó được tìm thấy ở Indonesia và Papua New Guinea.
Các môi trường sống tự nhiên của chúng là các khu rừng ẩm ướt đất thấp nhiệt đới hoặc cận nhiệt đới, các khu rừng vùng núi ẩm nhiệt đới hoặc cận nhiệt đới, và sông.